# Merles
Merles (okzitanisch Mèrles) ist eine französische Gemeinde im Département Tarn-et-Garonne in der Region Okzitanien (vor 2016: Midi-Pyrénées). Die 201 Einwohner (Stand: 1. Januar 2022) zählende Gemeinde liegt im Arrondissement Castelsarrasin und ist Teil des Kantons Garonne-Lomagne-Brulhois (bis 2015: Kanton Auvillar). Die Einwohner werden Merlois genannt.

## Geografie
Merles liegt etwa 31 Kilometer westnordwestlich von Montauban. Die Garonne begrenzt die Gemeinde im Norden. Umgeben wird Merles von den Nachbargemeinden Pommevic im Norden und Nordwesten, Malause im Norden und Nordosten, Saint-Nicolas-de-la-Grave im Osten, Le Pin im Süden, Saint-Michel im Südwesten, Espalais im Westen und Nordwesten sowie Valence im Nordwesten.
Durch die Gemeinde führt die Autoroute A62.
| Jahr      | 1962 | 1968 | 1975 | 1982 | 1990 | 1999 | 2006 | 2017 |
| --------- | ---- | ---- | ---- | ---- | ---- | ---- | ---- | ---- |
| Einwohner | 129  | 181  | 146  | 171  | 175  | 204  | 234  | 202  |

## Sehenswürdigkeiten

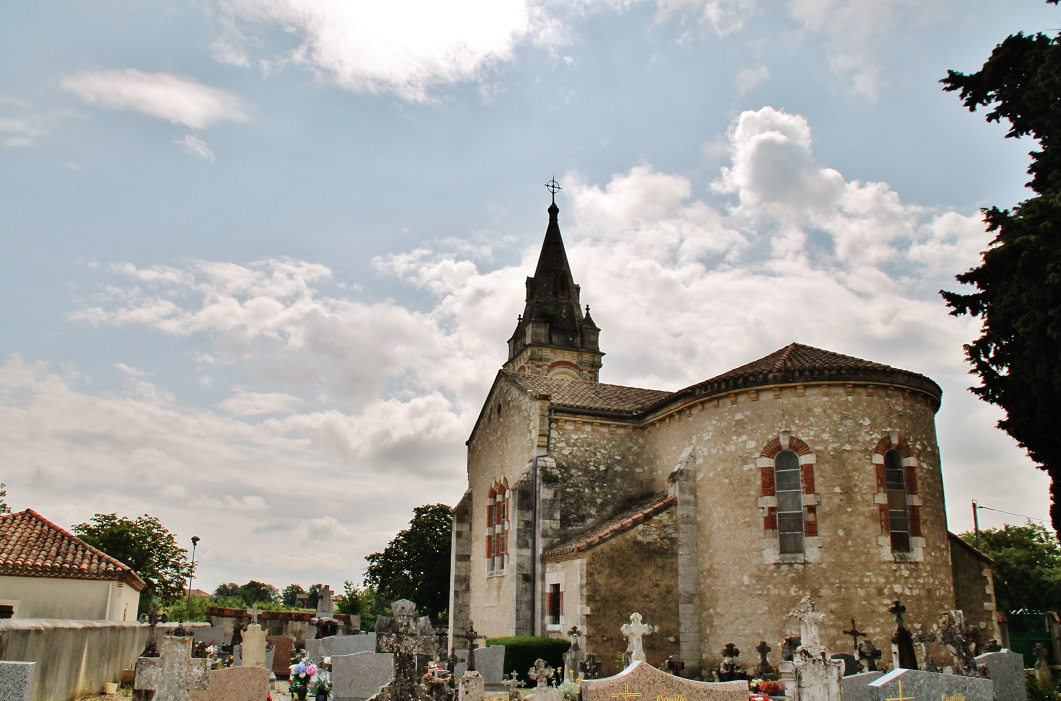
Kirche Saint-Roch

- Kirche Saint-Roch

## Persönlichkeiten
- François de Villeméjane (1852–1941), Divisionsgeneral